# Reyes de la noche
Reyes de la noche es una serie de televisión de streaming española de época y comedia dramática, creada y escrita por Adolfo Valor y Cristóbal Garrido para Movistar+. Valor dirigió la serie junto a Carlos Therón; los dos también ejercieron de productores ejecutivos junto a Garrido. La serie está protagonizada por Javier Gutiérrez, Miki Esparbé e Itsaso Arana. La serie, situada a finales de los 1980 y principios de los 1990, sigue la rivalidad entre un periodista deportivo radiofónico importante (Gutiérrez) y su pupilo (Esparbé). La serie se estrena el 14 de mayo de 2021.

## Trama
A finales de los 1980 y comienzos de los 1990, Paco el Cóndor (Javier Gutiérrez), un periodista deportivo veterano de la radio que conoce la industria mejor que nadie, mantiene un liderazgo hegemónico sobre la audiencia. Al menos hasta que ficha por otra emisora y su pupilo, Jota (Miki Esparbé), se convierte en rival. Mientras tanto, otra presentadora, Marga Laforet (Itsaso Arana), ve desplazado su programa a las dos de la mañana para favorecer el contenido más comercial, principalmente el de Paco y Jota.

## Reparto

### Reparto principal
- Javier Gutiérrez - Francisco Javier Maldonado, alias Paco "el Cóndor"
- Miki Esparbé - Jota Montes
- Itsaso Arana - Marga Laforet

### Reparto secundario
- Cristóbal Suárez - Urrutia
- Sonia Almarcha - Almudena Ocaña
- Óscar de la Fuente - Pineda
- Carlos Blanco Vila - José Miguel Bermúdez
- Alberto San Juan - Cerdán
- Celia de Molina - Concha
- Chiqui Fernández - Marisa Gómez
- Paco Churruca - Leguineche (Episodio 1 - Episodio 3)
- Paco Hidalgo - Atilio (Episodio 1; Episodio 5)
- Víctor de la Fuente - Alfonso Casal (Episodio 2)
- Gerald B. Fillmore - Teodoro Silvestre (Episodio 2)
- Iván Villanueva - Padre René (Episodio 2; Episodio 4)
- Omar Banana - Jorge (Episodio 2 - Episodio 3; Episodio 5)
- Juanra Bonet - Rafa (Episodio 2)
- Raquel Guerrero - Nines (Episodio 2 - Episodio 3; Episodio 5)
- Manuel Chacón - Rafa Carmona "Rafita" (Episodio 2)
- Manuel Gancedo - Jesús Gil y Gil (Episodio 3)
- Luis Silva - Padre de Antunes (Episodio 3)
- Daniel Pérez Prada - Severino García (Episodio 4)
- Natalie Pinot - Natalia (Episodio 4)
- Ramón Rados - Horacio (Episodio 4)
- Óscar Ramón - Lucas Carbajo (Episodio 4)
- Juan Polanco - Nogales (Episodio 4)

con la colaboración especial de
- Mariano Venancio - Ricky Belafonte (Episodio 2)
- Fele Martínez - Arturo (Episodio 3)
- Soleá Morente (Episodio 4)
- Santi Prego (Episodio 4)

## Capítulos
| N.º | Título               | Dirigido por  | Escrito por                      | Fecha de lanzamiento original |
| --- | -------------------- | ------------- | -------------------------------- | ----------------------------- |
| 1   | «Piloto»             | Carlos Therón | Adolfo Valor y Cristóbal Garrido | 14 de mayo de 2021            |
| 2   | «La convocatoria»    | Carlos Therón | Adolfo Valor y Cristóbal Garrido | 14 de mayo de 2021            |
| 3   | «Gil»                | Adolfo Valor  | Adolfo Valor y Cristóbal Garrido | 21 de mayo de 2021            |
| 4   | «Pito "regalao"»     | Adolfo Valor  | Adolfo Valor y Cristóbal Garrido | 21 de mayo de 2021            |
| 5   | «La gran final»      | Carlos Therón | Adolfo Valor y Cristóbal Garrido | 28 de mayo de 2021            |
| 6   | «Minuto y resultado» | Carlos Therón | Adolfo Valor y Cristóbal Garrido | 28 de mayo de 2021            |

## Producción
El 27 de julio de 2020, Movistar+ anunció que habían empezado en Madrid, junto a Zeta Studios, el rodaje de una nueva serie de comedia, titulada Reyes de la noche, situada en el mundo radiofónico e inspirada en la rivalidad entre los periodistas radiofónicos José Ramón de la Morena y José María García. La serie fue creada y escrita por Adolfo Valor y Cristóbal Garrido; Valor, a su vez, dirigió el proyecto junto a Carlos Therón. La serie está protagonizada por Javier Gutiérrez, Miki Esparbé e Itsaso Arana. El rodaje de la serie duró ocho semanas, concluyendo el 23 de septiembre de 2020.

## Lanzamiento
El 31 de agosto de 2020, mientras la serie se seguía rodando, se lanzaron las primeras imágenes de la serie. El 14 de abril de 2021, Movistar+ sacó el tráiler de la serie y anunció que la serie se estrenaría con doble capítulo semanal el 14 de mayo.

## Reconocimientos
| Año  | Premiación         | Categoría                                          | Nominado(s)                      | Resultado | Ref.   |
| ---- | ------------------ | -------------------------------------------------- | -------------------------------- | --------- | ------ |
| 2021 | Premios Feroz      | Mejor serie de comedia                             | Reyes de la noche                | Pendiente | [ 9 ]  |
| 2021 | Premios Feroz      | Mejor actor protagonista de una serie              | Javier Gutiérrez                 | Pendiente | [ 9 ]  |
| 2021 | Premios Feroz      | Mejor actor de reparto de una serie                | Alberto San Juan                 | Pendiente | [ 9 ]  |
| 2021 | Premios Feroz      | Mejor actriz de reparto de una serie               | Itsaso Arana                     | Pendiente | [ 9 ]  |
| 2021 | Premios MiM Series | DAMA a la mejor miniserie o tv-movie               | Reyes de la noche                | Pendiente | [ 10 ] |
| 2021 | Premios MiM Series | MiM a la mejor interpretación masculina de comedia | Miki Esparbé                     | Pendiente | [ 10 ] |
| 2021 | Premios MiM Series | MiM al mejor de guion                              | Cristóbal Garrido y Adolfo Valor | Pendiente | [ 10 ] |